# Philippe May
 (novembre 2024).
Pour les articles homonymes, voir May.
Philippe May, né le 8 octobre 1970 à Versegères dans le val de Bagnes, près de la station de ski de Verbier, est un skieur de vitesse et ultracycliste suisse.

## Biographie
Philippe May naît le 8 octobre 1970 à Versegères dans le val de Bagnes dans le canton du Valais[réf. nécessaire]. Il est marié à la skieuse américaine de vitesse Tracie Sachs,.
Il pratique le ski de vitesse et l'ultracyclisme.

## Palmarès

### Ski de vitesse

#### Championnats du monde
- Vice-champion du monde en 2005, 2007 et 2009[1].

#### Coupe du monde
- Vainqueur du classement général : 2002[1].
- 32 podiums dont 2 victoires[1].

### Ultracyclisme
- Race Across America 2021 en duo avec Giovanni Prosperi[4].